# Pickstown
Pickstown és una població dels Estats Units a l'estat de Dakota del Sud. Segons el cens del 2000 tenia 168 habitants.

## Demografia
Segons el cens del 2000, Pickstown tenia 168 habitants, 76 habitatges, i 49 famílies. La densitat de població era de 101,4 habitants per km².
Dels 76 habitatges en un 22,4% hi vivien nens de menys de 18 anys, en un 57,9% hi vivien parelles casades, en un 2,6% dones solteres, i en un 35,5% no eren unitats familiars. En el 26,3% dels habitatges hi vivien persones soles el 6,6% de les quals corresponia a persones de 65 anys o més que vivien soles. El nombre mitjà de persones vivint en cada habitatge era de 2,21 i el nombre mitjà de persones que vivien en cada família era de 2,69.
Per edats la població es repartia de la següent manera: un 19,6% tenia menys de 18 anys, un 3,6% entre 18 i 24, un 28,6% entre 25 i 44, un 28% de 45 a 60 i un 20,2% 65 anys o més.
L'edat mediana era de 44 anys. Per cada 100 dones de 18 o més anys hi havia 121,3 homes.
La renda mediana per habitatge era de 50.250 $ i la renda mediana per família de 55.250 $. Els homes tenien una renda mediana de 39.375 $ mentre que les dones 19.792 $. La renda per capita de la població era de 20.755 $. Cap de les famílies i l'1,1% de la població estaven per davall del llindar de pobresa.

## Poblacions més properes
El següent diagrama mostra les poblacions més properes.